# 菲尔·卡迈克尔
菲尔·卡迈克尔（英語：Phil Carmichael，1884年1月25日—1973年9月10日），澳大利亚男子橄榄球运动员。他曾代表澳大拉西亚代表队参加1908年夏季奥林匹克运动会橄榄球比赛，获得一枚金牌。